# (37723) 1996 TX28
1996 TX28 (asteroide 37723) é um asteroide da cintura principal. Possui uma excentricidade de 0.07780550 e uma inclinação de 6.33628º.
Este asteroide foi descoberto no dia 7 de outubro de 1996 por Spacewatch em Kitt Peak.